# Ronde van Frankrijk 2025/Zesde etappe
De zesde etappe van de Ronde van Frankrijk 2025 werd verreden op 10 juli. De Ier Ben Healy won de etappe na een lange solo vanuit de vroege vlucht. Bijna drie minuten later werd de Amerikaan Quinn Simmons tweede. De Nederlander Mathieu van der Poel nam de leiding in het algemeen klassement over van Tadej Pogačar, met een voorsprong van één seconde.

## Parcours
De etappe startte in Bayeux. De tussensprint lag na 22,2 kilometer in Villers-Bocage. Daarnaast moesten onderweg vijf beklimmingen van de derde categorie en een van de vierde categorie worden beklommen. 

## Koersverloop
Dit overzicht is mogelijk incompleet; u kunt helpen door het uit te breiden.

## Uitslag etappe
| Bayeux – Vire Normandie (201,5 km) |                      |                       |          |
| Plaats                             | Naam                 | Ploeg                 | Tijd     |
| Winnaar                            | Ben Healy            | EF Education-EasyPost | 4u24'10" |
| 2                                  | Quinn Simmons        | Lidl-Trek             | + 2'44"  |
| 3                                  | Michael Storer       | Tudor                 | + 2'51"  |
| 4                                  | Eddie Dunbar         | Jayco AlUla           | + 3'21"  |
| 5                                  | Simon Yates          | Visma \| Lease a Bike | + 3'24"  |
| 6                                  | William Barta        | Movistar              | + 3'29"  |
| 7                                  | Harold Tejada        | XDS Astana            | + 3'52"  |
| 8                                  | Mathieu van der Poel | Alpecin-Deceuninck    | + 3'58"  |
| 9                                  | Tadej Pogačar        | UAE Team Emirates-XRG | + 5'27"  |
| 10                                 | Jonas Vingegaard     | Visma \| Lease a Bike | z.t.     |
|                                    |                      |                       |          |
| 12                                 | Remco Evenepoel      | Soudal Quick-Step     | z.t.     |

 –  Ben Healy was de strijdlustigste renner van de etappe.

## Klassementen

### Algemeen klassement
| Algemeen klassement (gele trui) |                      |                         |           |
| Plaats                          | Naam                 | Ploeg                   | Tijd      |
| Gele trui                       | Mathieu van der Poel | Alpecin-Deceuninck      | 21u52'34" |
| 2                               | Tadej Pogačar        | UAE Team Emirates-XRG   | + 1"      |
| 3                               | Remco Evenepoel      | Soudal Quick-Step       | + 43"     |
| 4                               | Kévin Vauquelin      | Arkéa-B&B Hotels        | + 1'00"   |
| 5                               | Jonas Vingegaard     | Visma \| Lease a Bike   | + 1'14"   |
| 6                               | Matteo Jorgenson     | Visma \| Lease a Bike   | + 1'23"   |
| 7                               | João Almeida         | UAE Team Emirates-XRG   | + 1'59"   |
| 8                               | Ben Healy            | EF Education-EasyPost   | + 2'01"   |
| 9                               | Florian Lipowitz     | Red Bull-BORA-hansgrohe | + 2'32"   |
| 10                              | Primož Roglič        | Red Bull-BORA-hansgrohe | + 2'36"   |

### Puntenklassement
| Puntenklassement (groene trui) |                      |                       |        |
| Plaats                         | Naam                 | Ploeg                 | Punten |
| Groene trui                    | Jonathan Milan       | Lidl-Trek             | 112    |
| 2                              | Mathieu van der Poel | Alpecin-Deceuninck    | 108    |
| 3                              | Tadej Pogačar        | UAE Team Emirates-XRG | 106    |
| 4                              | Biniam Girmay        | Intermarché-Wanty     | 102    |
| 5                              | Tim Merlier          | Soudal Quick-Step     | 72     |
| 6                              | Anthony Turgis       | TotalEnergies         | 70     |
| 7                              | Jonas Vingegaard     | Visma \| Lease a Bike | 50     |
| 8                              | Søren Wærenskjold    | Uno-X Mobility        | 46     |
| 9                              | Paul Penhoët         | Groupama-FDJ          | 43     |
| 10                             | Remco Evenepoel      | Soudal Quick-Step     | 42     |

### Bergklassement
| Bergklassement (bolletjestrui) |                  |                        |        |
| Plaats                         | Naam             | Ploeg                  | Punten |
| Bolletjestrui                  | Tim Wellens      | UAE Team Emirates-XRG  | 7      |
| 2                              | Tadej Pogačar    | UAE Team Emirates-XRG  | 5      |
| 3                              | Ben Healy        | Team Jayco AlUla       | 4      |
| 4                              | Eddie Dunbar     | EF Education-EasyPost  | 3      |
| 5                              | Michael Storer   | Tudor Pro Cycling Team | 3      |
| 6                              | Jonas Vingegaard | Visma \| Lease a Bike  | 3      |
| 7                              | Quinn Simmons    | Lidl-Trek              | 2      |
| 8                              | Lenny Martinez   | Bahrain Victorious     | 2      |
| 9                              | Benjamin Thomas  | Cofidis                | 2      |
| 10                             | Kévin Vauquelin  | Arkéa-B&B Hotels       | 1      |

### Jongerenklassement
| Jongerenklassement (witte trui) |                     |                         |           |
| Plaats                          | Naam                | Ploeg                   | Tijd      |
| Witte trui                      | Remco Evenepoel     | Soudal Quick-Step       | 21u53'17" |
| 2                               | Kévin Vauquelin     | Arkéa-B&B Hotels        | + 17"     |
| 3                               | Ben Healy           | EF Education-EasyPost   | + 1'18"   |
| 4                               | Florian Lipowitz    | Red Bull-BORA-hansgrohe | + 1'49"   |
| 5                               | Oscar Onley         | Picnic PostNL           | + 1'59"   |
| 6                               | Mattias Skjelmose   | Lidl-Trek               | + 2'30"   |
| 7                               | Carlos Rodríguez    | INEOS Grenadiers        | + 3'38"   |
| 8                               | Joseph Blackmore    | Israel-Premier Tech     | + 6'05"   |
| 9                               | Romain Grégoire     | Groupama-FDJ            | + 8'46"   |
| 10                              | Jenno Berckmoes     | Lotto                   | + 9'07"   |
|                                 |                     |                         |           |
| 18                              | Frank van den Broek | Picnic PostNL           | + 26'55"  |

### Ploegenklassement
| Plaats | Ploeg                           | Tijd       |
| ------ | ------------------------------- | ---------- |
|        | Team Visma \| Lease a Bike      | 65u39'59"" |
| 2      | UAE Team Emirates-XRG           | + 4'45"    |
| 3      | Groupama-FDJ                    | + 10'48"   |
| 4      | Decathlon AG2R La Mondiale Team | + 11'10"   |
| 5      | Arkéa-B&B Hotels                | + 12'42"   |

1e etappe ·
2e etappe ·
3e etappe ·
4e etappe ·
5e etappe ·
6e etappe ·
7e etappe ·
8e etappe ·
9e etappe ·
10e etappe ·
11e etappe ·
12e etappe ·
13e etappe ·
14e etappe ·
15e etappe ·
16e etappe ·
17e etappe ·
18e etappe ·
19e etappe ·
20e etappe ·
21e etappe
Startlijst · Eindstanden · Afbeeldingen